# Marcinowa Wola
Marcinowa Wola (dawniej Marczinawolla) – wieś w Polsce położona w województwie warmińsko-mazurskim, w powiecie giżyckim, w gminie Miłki. W latach 1975–1998 miejscowość administracyjnie należała do województwa suwalskiego.
Marcinowa Wola jest wsią typu ulicówka i ciągnie się wzdłuż jeziora Buwełno. Znajdują się w niej 4 gospodarstwa agroturystyczne oraz pensjonat.

## Historia
Na przełomie lat 1914/1915 okolice wsi stały się areną ciężkich walk niemiecko-rosyjskich o ufortyfikowany pas Wielkich Jezior Mazurskich, w wyniku czego miejscowość została poważnie zniszczona. Śladem walk są dwa cmentarze, na których spoczywają żołnierze niemieccy i rosyjscy. Cmentarz wojenny w Marcinowej Woli, który znajduje się w centrum wsi, jest wpisany do rejestru zabytków. Miejscowość do 1929 roku nosiła nazwę niem. Marczinawolla, następnie w ramach akcji germanizacyjnej zmian nazewnictwa mazurskich wsi - Martinshagen.